# Trochosuchus
Trochosuchus és un gènere extint de sinàpsids terocèfals que visqueren al sud d'Àfrica durant el Capitanià (Permià mitjà). Se n'han trobat restes fòssils a la província sud-africana del Cap Occidental. Trochosuchus tenia la mida d'un llop de mida mitjana. Disposava de quatre dents canines al maxil·lar superior i dues a l'inferior. Sembla que arrancava trossos de carn de les preses i se'ls empassava sencers. Probablement caçava petits vertebrats, a més de ser un carronyaire oportunista. El nom genèric Trochosuchus significa ‘cocodril toixó’ en llatí.